# Кутянка (Тернопольская область)
Кутянка (укр. Кутянка) — село в Шумской городской общине Кременецкого района Тернопольской области Украины.
Население по переписи 2001 года составляло 222 человека. Почтовый индекс — 47111. Телефонный код — 3558.

## История
В 1946 году село Исерна переименовано в Кутянку.
До 2020 года входило в Шумский район.